# حسين العشاري
حسين بن علي العُشَارِي (1737 - 1781) فقيه مسلم وشاعر وخطاط عراقي في القرن 18 م/ 12 هـ. نسبته إلى العشارة (بلدة على الخابور) ولد وتعلم في بغداد. وغلب عليه الفقه حتى كان يسمى الشافعيّ الصغير. وأرسل من بغداد للتدريس والقضاء في البصرة فتوفي فيها. له ديوان شعر ورسالة في مباحث الإمامة وحاشية على شرح الحضرمية لابن حجر والأوراد.

## سيرته
هو نجم الدين أبو عبد الله حسين بن علي بن حسن بن محمد العُشاري، نسبته إلى بلدة العشارة الواقعة على الخابور الذي ينصب إلى الفرات. ولد سنة 1150 هـ/ 1737 م في بغداد وتعلم في بغداد. قراء القرآن واشتغل بالتحصيل والأخذ ببغداد عن مشايخ متعددين منهم أبو الخير السويدي. ولي القضاء بالبصرة، وغلب عليه الفقه حتی كان يسمي الشافعي الصغير. كان جميل الخط ونسخ كتبا كثيرة. نظم الشعر وله ديوان كبير أكثره في المدائح النبوية وأهل البيت والصحابة. 

أرسل من بغداد للتدريس في البصرة سنة 1194 هـ/ 1781 م فتوفي فيها.

## مؤلفاته
- ديوان شعر
- رسالة في مباحث الإمامة
- حاشية على شرح الحضرمية لابن حجر
- تعليقات على جمع الجوامع للمحلي
- الأبحاث الرفيعة في الرد على الشيعة
- تنقيح المديح لصاحب الوجه المليح
- الأوراد

## شعره
قال يصف قبة العتبة العلوية عندما زار النجف عام 1769 م/ 1183 هـ: